# Conozoa hyalina
Conozoa hyalina är en insektsart som först beskrevs av Mcneill 1901.  Conozoa hyalina ingår i släktet Conozoa och familjen gräshoppor. IUCN kategoriserar arten globalt som utdöd. Inga underarter finns listade i Catalogue of Life.